# Años 1470
Los años 1470 o década del 1470 empezó el 1 de enero de 1470 y terminó el 31 de diciembre de 1479.

## Acontecimientos
- Guerra de Borgoña entre el Ducado de Borgoña y la Dinastía Valois
- Sixto IV sucede a Paulo II como papa en el año 1471.
- 1475-1479 - Guerra de Sucesión Castellana
- 1476 - Batalla de Toro
- 1478 - Comienza la Conquista de Gran Canaria
- 1479 - Tratado de Alcáçovas
- Guerra de Borgoña

## Personas destacadas
- Iván III de Rusia se casa con la nieta del último Emperador Bizantino, comenzando así la doctrina de la Tercera Roma.